# Mansilla de la Sierra
Mansilla de la Sierra (leóni nyelven Mansiella) település Spanyolországban, La Rioja autonóm közösségben. Mansilla de la Sierra Neila, Villavelayo, San Millán de la Cogolla, Anguiano, Viniegra de Abajo és Duruelo de la Sierra községekkel határos. Lakosainak száma 61 fő (2024).

## Népesség
A település népessége az elmúlt években az alábbi módon változott:
| Lakosok száma | 49   | 52   | 67   | 69   | 63   | 61   | 67   | 56   | 52   | 61   |
|               | 2001 | 2004 | 2007 | 2009 | 2012 | 2014 | 2017 | 2019 | 2022 | 2024 |